# Pyreferra citrombra
Pyreferra citrombra är en fjärilsart som beskrevs av John G. Franclemont 1941. Pyreferra citrombra ingår i släktet Pyreferra och familjen nattflyn. Inga underarter finns listade.